# Черніїв (Холмський повіт)
Черніїв (пол. Czerniejów, Чернеюв) — село в Польщі, у гміні Камінь Холмського повіту Люблінського воєводства. Населення — 284 особи (2011).

## Назва
На думку мовознавиці Галини Вишневської, назва села походить від давнього руського імені Черній.

## Історія
1582 року вперше згадується православна церква в селі.
1872 року місцева греко-католицька парафія налічувала 205 вірян.
У міжвоєнні 1918—1939 роки одна православна церква перетворена на римо-католицький костел. У липні-серпні 1938 року польська влада в рамках великої акції руйнування українських храмів на Холмщині і Підляшші знищила місцеву українську православну церкву 1912 року.
У 1975—1998 роках село належало до Холмського воєводства.

## Населення
Демографічна структура станом на 31 березня 2011 року:
|          | Загалом | Допрацездатний вік | Працездатний вік | Постпрацездатний вік |
| -------- | ------- | ------------------ | ---------------- | -------------------- |
| Чоловіки | 151     | 36                 | 101              | 14                   |
| Жінки    | 133     | 19                 | 83               | 31                   |
| Разом    | 284     | 55                 | 184              | 45                   |